# Peter de Klerk
Peter de Klerk (16 de março de 1935 – 11 de julho de 2015) foi um automobilista sul-africano que participou de quatro Grandes Prêmios da África do Sul: 1963, 1965, 1969 e 1970.